# Jaguar negro de garganta blanca
El jaguar negro de garganta blanca u onça-canguçú (Panthera sp.) es un críptido o un supuesto nuevo taxón de gran félido del género Panthera. Estaría relacionado con el jaguar común, con una apariencia similar a una forma aberrante o anormal del mismo. Habitaría en la selva amazónica del centro-norte de Brasil.

## El jaguar negro

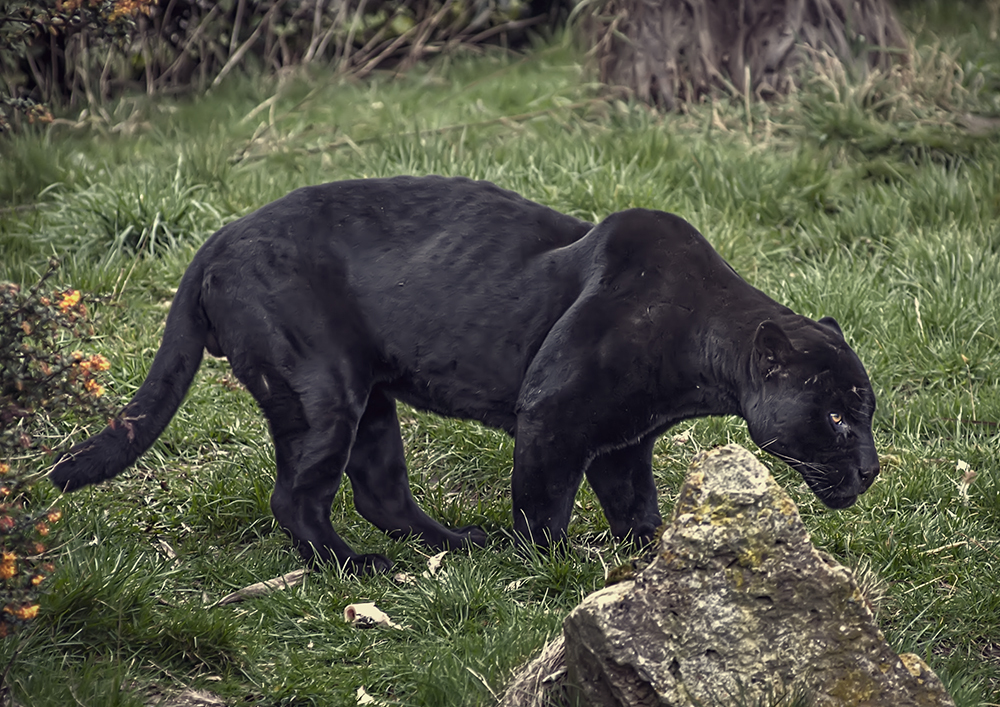
Un yaguar melánico.

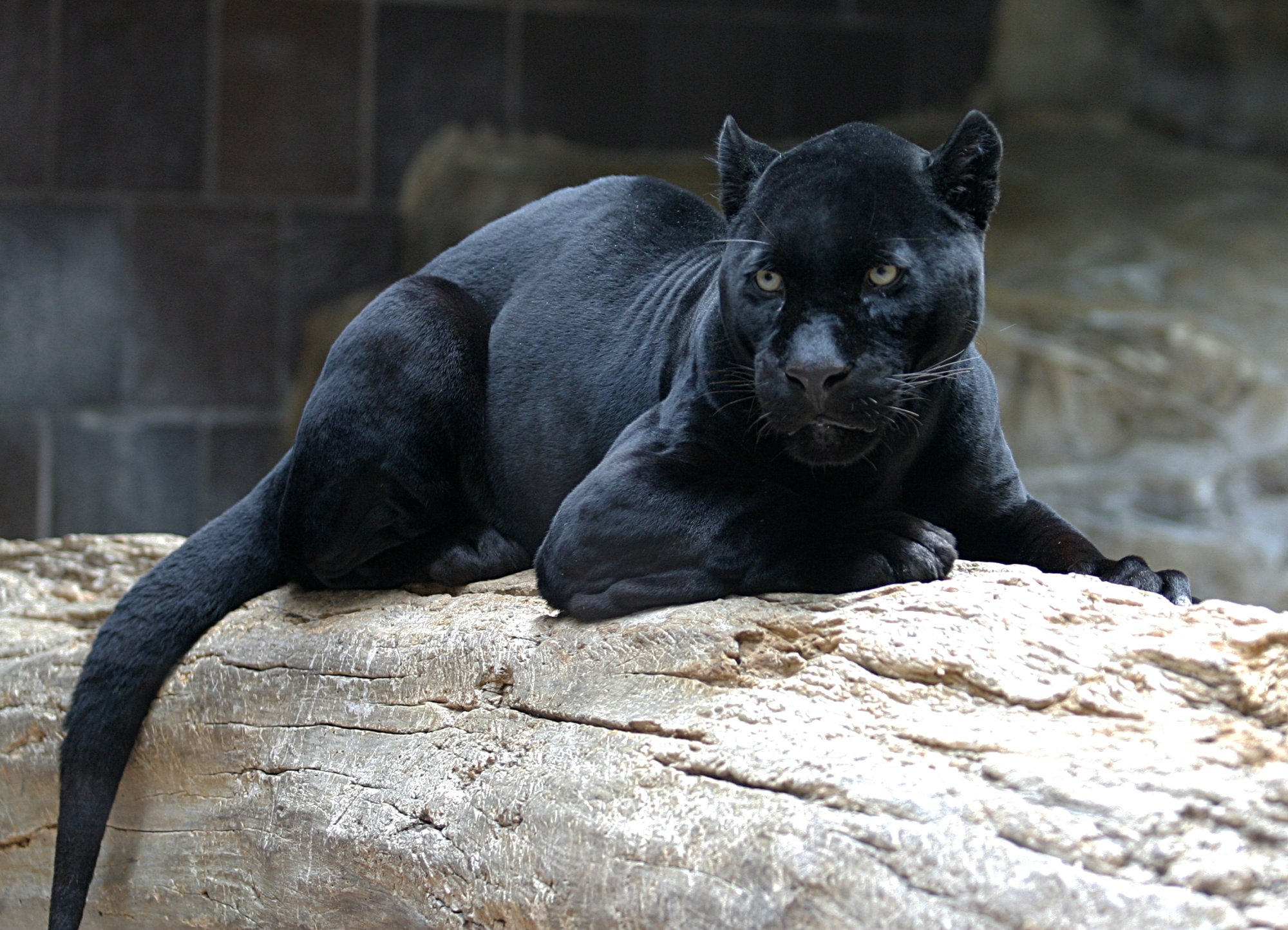
Un yaguar melánico. Según la incidencia de la luz su pelaje puede sumar algunas tonalidades gris azuladas.

Tradicionalmente, todos los grandes felinos observados en el continente americano de color dominantemente negro son adscriptos al jaguar o yaguareté (Panthera onca). Este es un carnívoro félido de la subfamilia de los panterinos y del género Panthera, siendo la única de las cinco especies actuales de este género que se encuentra en América. También es el mayor félido americano y el tercero del mundo, después del tigre asiático y del león. Su distribución se extiende desde el extremo sur de Estados Unidos continuando por gran parte de América Central y Sudamérica hasta el norte de la Argentina.
El yaguar posee un muy bajo porcentaje de ejemplares con melanismo, los que incluso pueden aparecer en una misma camada. Estos especímenes poseen en sus genes un alelo dominante (aunque el gen es incompletamente dominante y animales con dos copias del gen son más oscuros que aquellos con sólo una copia). Se expresa fenotípicamente con un pelaje muy oscuro, el cual no suele lograr ocultar del todo las típicas marcas de la especie que se mantienen gracias a exhibir un color negro aún más oscuro. A diferencia del yaguar, en la mayoría de las otras especies de felinos el melanismo ocurre por una mutación recesiva.

## Grandes felinos negros neotropicales no adscriptos al yaguar
Según algunas observaciones en la naturaleza, el puma presentaría ejemplares oscuros de manera muy excepcional, aunque los individuos mantendrían el abdomen claro típico de la especie. Sin embargo, nunca se han presentado registros o restos que lo confirmen, por lo que el melanismo en esta especie si ocurriera sería muy excepcional y carece por el momento de confirmación.
Tanto en relatos de ciertas etnias aborígenes como los de los primeros exploradores, en ocasiones se describe que en las regiones selváticas de América habría 3 grandes felinos, el yaguar, el puma (Puma concolor) y una tercera especie. A esta última se la describe supuestamente como aún más grande que las otras dos, de un color oscuro o gris oscuro (de allí lo de “azul”) y en algunos casos con más pelo en la cabeza y el cuello, recordando al león africano; tendría hábitos menos acuáticos que el yaguar y sería mucho más peligroso que este último.
Informes sobre este animal provienen de las selvas tropicales de América del Sur, desde las Guayanas y Brasil hasta Bolivia y el Perú. Se lo conoce como “león azul”, “puma yana” o “tigre negro”. Georges-Louis Leclerc de Buffon, en su “Histoire Naturelle” también describe al oscuro tercer gran felino sudamericano, aunque le otorga menor tamaño.

## La pantera negra de garganta blanca
Este animal predador se mantuvo durante siglos apenas en la categoría de críptido, es decir, más ligado en sus aspectos folclóricos o culturales en su asociación a las etnias referidas y sin relacionarlo seriamente con un taxón real. Sin embargo, en el año 2015 pasó a vincularse de alguna manera a la taxonomía zoológica, al ser propuesto como una nueva especie de gran félido por el zoólogo neerlandés -nacionalizado brasileño- Marcus Gerardus Maria (Marc) van Roosmalen quien, si bien no observó de manera directa un ejemplar vivo del animal, y para el año 2002 solo sabía de su existencia por los relatos indígenas sin contar con material biológico, posteriormente logró supuestamente hacerse de muestras físicas de su existencia. Además, obtuvo información sobre su historia natural gracias a las entrevistas efectuadas a los pobladores caboclos de la zona en la que habita así como a etnias de aborígenes con los que el carnívoro comparte su hábitat.
Siendo estos hábiles cazadores, durante generaciones van acumulando conocimientos sobre todas las especies de la megafauna local, sus patrones de comportamiento y los distintos caracteres externos que las diferencian de otras especies similares. 
La apariencia que describe van Roosmalen es la de un gran félido de pelaje todo negro intenso menos su garganta que es contrastantemente blanca.
Es simpátrica con el jaguar corriente, del que se diferencia también por su mayor tamaño y porque caza en parejas (P. onca en cambio es un predador solitario).
De este supuesto animal no hay ni fotos, ni ningún estudio oficial realizado, por lo que la única prueba que tenemos, son testimonios y leyendas, por lo que muy probablemente su existencia sea falsa, o si realmente existiese sería probablemente una variación de jaguar melánico o como máximo una nueva subespecie, pero no una nueva especie.